# Alejandro Amor
Ángel Armando Alejandro Amor (Buenos Aires, 3 de junio de 1961) es un abogado y político argentino. Es Presidente de la Obra Social de la Ciudad de Buenos Aires (ObSBA) y Secretario General Adjunto del Sindicato Único de Trabajadores del Estado de la Ciudad de Buenos Aires(S.U.T.E.C.B.A). Fue Legislador por la Ciudad Autónoma de Buenos Aires desde el 10 de diciembre de 2011 hasta 19 de diciembre de 2013. En 2021 encabeza la lista del Frente de Todos como precandidato a Legislador por la Ciudad Autónoma de Buenos Aires, rol en el que ya desempeñó anteriormente desde el 10 de diciembre de 2011 hasta 19 de diciembre de 2013. Ocupó el cargo de  Defensor del Pueblo de la Ciudad Autónoma de Buenos Aires, hasta el 24 de julio de 2021 y presidió la  Asociación Defensores del Pueblo de la República Argentina (ADPRA)  hasta el mes de agosto del mismo año.

## Trayectoria
Se recibió de abogado en la Universidad Nacional de Buenos Aires (UBA) en el año 1994. Tiene un posgrado en "Relaciones Colectivas del Trabajo profundizado" (UBA) y un Máster en "Empleo, relaciones laborales y diálogo social en Europa” realizado en la Universidad de Castilla-La Mancha.
Su carrera política comenzó en el Sindicato Único de Trabajadores del Estado de la Ciudad de Buenos Aires (S.U.T.E.C.B.A.) y luego en la Confederación de Obreros y Empleados Municipales de la Argentina (C.O.E.M.A). En ambos sindicatos fue integrante del Consejo Directivo y apoderado. Fue secretario gremial de S.U.T.E.C.B.A. y secretario político de C.O.E.M.A. Posteriormente, ocupó el cargo de presidente del Instituto de Políticas Públicas de la Ciudad de Buenos Aires desde 2000 a 2007 y también fue representante en los Congresos Confederales y en los Congresos Generales de la Confederación General del Trabajo (CGT). Fue secretario de Reforma Política de la Jefatura de Gabinete de Ministros de la Nación y secretario general de las 62 Organizaciones Peronistas Regional Capital Federal.
Actualmente es congresal del Partido Justicialista y congresal de CGT por S.U.T.E.C.B.A. desde el año 2021.

## Gestión pública

### Obra Social de la Ciudad de Buenos Aires
Se desempeña actualmente como presidente de la obra social de los empleados municipales de la Ciudad de Buenos Aires.

### Legislatura de la Ciudad Autónoma de Buenos Aires
Fue legislador porteño por el bloque del Frente para la Victoria (FpV), entre el 10 de diciembre de 2011 y el 19 de diciembre de 2013, momento en el que renunció a su banca para ocupar el cargo de Defensor del Pueblo de la Ciudad Autónoma de Buenos Aires. Fue reemplazado en su cargo por Paula Penacca.
Durante su mandato como legislador ocupó los cargos de presidente de la Comisión de Desarrollo Económico, Mercosur y Políticas de Empleo; vicepresidente 1º de la Comisión de Presupuesto, Hacienda, Administración Financiera y Política Tributaria; vicepresidente 1º de la Comisión de Legislación del Trabajo; vicepresidente 2º de la Comisión de Justicia y vocal de la Junta de Ética, Acuerdos y Organismos de Control.

### Defensoría del Pueblo de la Ciudad Autónoma de Buenos Aires
Fue designado como Defensor del Pueblo de la Ciudad de Buenos Aires por la Legislatura porteña en el año 2013. Su gestión comenzó el 5 de marzo de 2014. Su predecesora en el cargo es la abogada y escribana Alicia Pierini. En 2019 fue reelecto en el cargo y el mandato se extenderá hasta 2024.

#### Principales ejes de su gestión

##### Derechos Humanos
La gestión está determinada por un rol en la defensa de los derechos humanos como corresponde a su cargo.
En este sentido, en el año 2016, Alejandro Amor realizó una presentación ante la Comisión Interamericana de Derechos Humanos por el fallo de la Corte Suprema de Justicia de la Nación solicitando que se cite al Estado argentino y que cesen los efectos de la resolución emitida por los jueces Horacio Rosatti, Carlos Rosenkrantz y Elena Highton de Nolasco que otorgaba el beneficio del 2x1 para reducir la pena de los condenados por acciones de lesa humanidad.
La Defensoría del Pueblo firmó un convenio con la Asamblea Permanente por los Derechos Humanos , Abuelas de Plaza de Mayo y Familiares de detenidos y desaparecidos por razones políticas para digitalizar sus archivos.
Se creó el Consejo de Derechos Humanos, presentado el 31 de octubre de 2016, como una herramienta que permite optimizar el trabajo de tutela de derechos de la Defensoría del Pueblo y que contribuye a asegurar progresivamente la plena vigencia de los derechos humanos de los vecinos de la Ciudad.
Se crearon los premios “Alicia Oliveira” que se otorgan una vez al año a personalidades imprescindible para la promoción y la defensa de los Derechos Humanos. En 2016 fue entregado el premio a Estela de Carlotto, la titular de la Asociación Abuelas de Plaza de Mayo. En 2017 lo recibieron Lita Boitano, presidenta del organismo Familiares Detenidos y Desaparecidos por Razones Políticas y el obispo Gustavo Carrara. En este mismo sentido, los edificios principales de la Defensoría del Pueblo fueron bautizados con los nombres de Alicia Oliveira, Abuelas de Plaza de Mayo y Excombatientes de Malvinas.

##### Descentralización
En su rol como Defensor del Pueblo trabajó en la descentralización de la Defensoría del Pueblo de la Ciudad Autónoma de Buenos Aires a través de la inauguración de sedes en gran parte de los barrios porteños.Con este fin, la Defensoría abrió diversas sedes en distintas comunas de la Ciudad de Buenos Aires siendo más accesible para los vecinos y vecinas de la Ciudad. Hay 37 sedes distribuidas en Caballito, Colegiales, Constitución, Flores, Floresta, Mataderos, Once, Retiro, Villa 1.11.14, Villa 15, Villa 20, Villa 21.24, Villa 31, Cildañez, Parque Indoamericano, La Carbonilla, Sede Lamadrid, Sede Los Piletones, Sede Playón de Chacarita, Sede Rodrigo Bueno y, además, las Defensorías del Turista en San Telmo, La Boca, Palermo, Puerto Madero y Recoleta. También, en función de acercar la institución a la gente, la Defensoría organiza campañas de salida a la calle con difusión de materiales y charlas de promoción de derechos en esquinas concurridas, plazas, parques, escuelas, hospitales y demás espacios de acceso público.

##### Aplicación de directrices para la observación de manifestaciones y protestas sociales de la ACNUDH
La Defensoría realiza tareas de observaciones en manifestaciones y protestas sociales en base a las Directrices para la Observación de Manifestaciones y Protestas Sociales elaboradas por la Oficina Regional para América del Sur del Alto Comisionado de las Naciones Unidas para los Derechos Humanos, en conjunto con las Instituciones Nacionales de Derechos Humanos y las Defensorías del Pueblo de la región. Las directrices constituyen una guía práctica para todos los que ejercen la labor de observación de reuniones y acciones colectivas, con el fin de facilitar el proceso de verificación del cumplimiento de obligaciones y estándares internacionales. Al mismo tiempo, explican el monitoreo de las circunstancias que enmarcan las manifestaciones y protestas.

##### Servicios públicos
La Defensoría del Pueblo ha realizado muchas tareas en función de dar información sobre las modificaciones de las tarifas, pedidos de ampliación de la tarifa social de servicios públicos para quienes están en condiciones de vulnerabilidad y para los clubes de barrio. El Defensor ha tenido una participación activa desde ADPRA en todas las audiencias públicas de gas, luz y agua.
La Defensoría del Pueblo consiguió la reglamentación y puesta en práctica de la Ley 27098 y Ley 27218 de entidades de bien público. La tarifa integrada de transporte y la tarifa social para las PyMES.

##### Pensiones no contributivas
Además de ayudar en inconvenientes puntuales en la asignación de pensiones no contributivas, la Defensoría del Pueblo trabajó en conjunto con el Ministerio de Desarrollo Social para el restablecimiento de las pensiones que se dieron de baja, en el marco de una mesa de trabajo evaluando caso por caso.

##### Reparación histórica
Se asumió la representación de los beneficiarios para que puedan gestionar la reparación histórica con patrocinio jurídico gratuito.
ACUMAR
La Defensoría trabajó en el protocolo para el abordaje de procesos de relocalización y reurbanización de villas y asentamientos precarios en la cuenca Matanza-Riachuelo. A su vez, el Defensor participa en todas las audiencias públicas sobre el tema.
Observación Electoral
La Defensoría del Pueblo de la Ciudad de Buenos Aires participó de la capacitación e implementación de la Boleta Única Electrónica (BUE) en la Ciudad a pedido de la Cámara Nacional Electoral. Además, se realizaron en 2015 y 2017 las observaciones electorales correspondientes durante las PASO y las elecciones generales. También se cubrieron los Centros de Transmisión de datos (CTD) de todo el país en trabajo conjunto con la Asociación de Defensores del Pueblo de la República Argentina (ADPRA)

### Asociación Defensores del Pueblo de la República Argentina (ADPRA)
Fue elegido presidente de la Asociación de Defensores del Pueblo de la República Argentina (ADPRA) en octubre de 2017 y tiene mandato hasta 2019.
El principal objetivo de esta asociación es el incremento de las tarifas de servicios públicos, la participación en las audiencias públicas y En las audiencias públicas en que se analizaron esos aumentos, el aporte de ADPRA fue conseguir que miles de personas que cumplían con los requisitos para pagar la tarifa social ingresaran a ese régimen. Lo mismo consiguió para los clubes de barrio y las sociedades sin fines de lucro, los cuales necesitaron de la tarifa social para poder continuar con sus actividades.
ADPRA también tuvo un rol activo al exigir que se restituyeran las pensiones no contributivas para personas con discapacidad, muchas de las cuales se habían suspendido.